# Trofa (Águeda)
Trofa, ou Trofa do Vouga, é uma povoação portuguesa do Município de Águeda foi sede da extinta Freguesia de Trofa, freguesia que tinha 6,21 km² de área e 2 732 habitantes (2011), e, portanto, uma densidade populacional de 439,9 hab./km². Além de Trofa, a freguesia tinha os lugares de Crastovães, Covelas, Cheira e Mourisca.
A Freguesia de Trofa foi extinta (agregada), em 2013, no âmbito de uma reforma administrativa nacional, tendo sido agregada às freguesias de Segadães e Lamas do Vouga, para formar uma nova freguesia denominada União das Freguesias de Trofa, Segadães e Lamas do Vouga.
Nesta última freguesia, a povoação de Segadães detém a categoria de vila.

## História
Foi sede de concelho entre 1449 e 1836, quando foi incorporada no concelho de Vouga. O pequeno município era constituído por uma freguesia e tinha, em 1801, apenas 888 habitantes.

## Geografia
Localizada na zona ocidental do concelho, Trofa tem como vizinhas as localidades de Lamas do Vouga a norte, Valongo do Vouga a leste, Águeda e Travassô a sul, Segadães a sudoeste, e o concelho de Albergaria-a-Velha a oeste. É ribeirinha da margem esquerda do rio Vouga ao longo da fronteira com Albergaria-a-Velha.
Ver também Senhor da Trofa.

## População
| População da freguesia de Trofa | População da freguesia de Trofa | População da freguesia de Trofa | População da freguesia de Trofa | População da freguesia de Trofa | População da freguesia de Trofa | População da freguesia de Trofa | População da freguesia de Trofa | População da freguesia de Trofa | População da freguesia de Trofa | População da freguesia de Trofa | População da freguesia de Trofa | População da freguesia de Trofa | População da freguesia de Trofa | População da freguesia de Trofa |
| ------------------------------- | ------------------------------- | ------------------------------- | ------------------------------- | ------------------------------- | ------------------------------- | ------------------------------- | ------------------------------- | ------------------------------- | ------------------------------- | ------------------------------- | ------------------------------- | ------------------------------- | ------------------------------- | ------------------------------- |
| 1864                            | 1878                            | 1890                            | 1900                            | 1911                            | 1920                            | 1930                            | 1940                            | 1950                            | 1960                            | 1970                            | 1981                            | 1991                            | 2001                            | 2011                            |
| 1.095                           | 1.175                           | 1.102                           | 1.084                           | 1.180                           | 1.151                           | 1.394                           | 1.502                           | 1.787                           | 1.785                           | 2.007                           | 2.043                           | 2.456                           | 2.680                           | 2.732                           |

| Distribuição da População por Grupos Etários | Distribuição da População por Grupos Etários | Distribuição da População por Grupos Etários | Distribuição da População por Grupos Etários | Distribuição da População por Grupos Etários | Distribuição da População por Grupos Etários | Distribuição da População por Grupos Etários | Distribuição da População por Grupos Etários | Distribuição da População por Grupos Etários | Distribuição da População por Grupos Etários |
| -------------------------------------------- | -------------------------------------------- | -------------------------------------------- | -------------------------------------------- | -------------------------------------------- | -------------------------------------------- | -------------------------------------------- | -------------------------------------------- | -------------------------------------------- | -------------------------------------------- |
| Ano                                          | 0-14 Anos                                    | 15-24 Anos                                   | 25-64 Anos                                   | < 65 Anos                                    |                                              | 0-14 Anos                                    | 015-24 Anos                                  | 25-64 Anos                                   | < 65 Anos                                    |
| 2001                                         | 409                                          | 405                                          | 1475                                         | 391                                          |                                              | 15,3%                                        | 15,1%                                        | 55,0%                                        | 14,6%                                        |
| 2011                                         | 392                                          | 284                                          | 1 523                                        | 533                                          |                                              | 14,3%                                        | 10,4%                                        | 55,7%                                        | 19,5%                                        |

Média do País no censo de 2001:   0/14 Anos-16,0%;  15/24 Anos-14,3%;  25/64 Anos-53,4%;  65 e mais Anos-16,4%
Média do País no censo de 2011:    0/14 Anos-14,9%;  15/24 Anos-10,9%;  25/64 Anos-55,2%;  65 e mais Anos-19,0%
(Fonte: INE)
LugaresCovelasCheira C
rastovãesMourisca

## Património
- Igreja da Trofa compreendendo o Panteão dos Lemos
- Pelourinho de Trofa
- Capelas do Arieiro, de Nossa Senhora da Piedade, de São Sebastião, de Nossa Senhora de Lurdes e de Santo Inácio
- Cruzeiro de Trofa
- Vivenda no Muro

## Personalidades ilustres
- Senhor da Trofa